# Nicolai Herlofson
Axel Nicolai Herlofson, född 25 augusti 1916 i Oslo, Norge, död 14 mars 2004 i Hedvig Eleonora församling, Stockholms län, var en norsk fysiker. 

## Biografi
Efter avslutade studier vid Oslo universitet blev Nicolai Herlofson assistent hos matematikern och norrskensforskaren Carl Størmer. Under andra världskriget var Herlofson medlem i en motståndsorganisation och tvingades fly till Sverige. Efter kriget var han en tid i Oxford och Manchester, men återvände 1949 till Sverige och Alfvénlaboratoriet på KTH, där han 1951 doktorerade och var 1963-1982 professor i elektronfysik vid samma lärosäte. Han invaldes 1957 som utländsk ledamot av svenska Vetenskapsakademien och blev 1971 utländsk ledamot av Ingenjörsvetenskapsakademien.